# آنکی باگر
آنکی باگر (به انگلیسی: Ankie Bagger)(زاده ۳۰ سپتامبر ۱۹۶۴) خواننده سوئدی است.